# Беатрикс фон Саксония-Витенберг
Беатрикс фон Саксония-Витенберг (на немски: Beatrix von Sachsen-Wittenberg; † сл. 26 февруари 1345 в манастир Косвиг) е принцеса от род Аскани от Саксония-Витенберг и чрез женитба княгиня на княжество Анхалт-Цербст.
Тя е дъщеря на херцог и курфюрст Рудолф I от Саксония-Витенберг (1284 – 1356) и първата му съпруга маркграфиня Юта (Бригита) от Бранденбург († 9 май 1328), дъщеря на маркграф Ото V фон Бранденбург. По баща е внучка на курфюрст Албрехт II от Саксония-Витенберг и на Агнес фон Хабсбург, дъщеря на римско-немския крал Рудолф I и сестра на крал Албрехт I.
Беатрикс се омъжва на 27 януари 1337 г. за княз Албрехт II Албрехт II (1306 – 1362), братът на Валдемар I, женен за нейната сестра Елизабет. Неговият прадядо княз Хайнрих I фон Анхалт е по-голям брат на нейния прадядо херцог Албрехт I от Саксония. Беатрикс е втората му съпруга. Те имат децата:
- дъщеря Юта († 1352), омъжена за граф Албрехт VII фон Барби-Мюлинген († 1358)
- Юта († 1381), омъжена 1358 г. за Буркхард III фон Ретц, бургграф на Магдебург († 1387)
- Албрехт III († 1354), княз на Анхалт-Цербст
- Рудолф († 1365), епископ на Шверин от 1364
- Йохан II (* 1341, † 1382), княз на Анхалт-Цербст, ∞ Елизабет фон Хенеберг († 1420)